# Supercoppa del Belgio 1979
La Supercoppa del Belgio 1979 (in francese Supercoupe de Belgique, in fiammingo Belgische Supercup) è stata la 1ª edizione della Supercoppa del Belgio di calcio.
La partita fu disputata dal KSK Beveren, vincitore del campionato, e dal Beerschot AC, vincitore della coppa.
L'incontro si giocò il 22 agosto 1979 nello Stadio Olimpico di Anversa e vinse il KSK Beveren, al suo primo titolo ai tiri di rigore, dopo che finì 1-1 alla fine dei tempi supplementari.

## Tabellino
| Arbitro: | Alexis Ponnet |

|                                     |                      |                                             |
| Janssens 44’                        | Marcatori            | 85’ Mücher                                  |
| Truyens Van Goethem Janssens Simoen | Tiri di rigore 3 – 2 | Lozano Van Gucht Cools Schrauwen Van Abbeny |